# Chiesa di San Salvatore in Thermis
La chiesa di San Salvatore in Thermis, indicata in alcune fonti come de Thermis e anche conosciuta come San Salvatorello, era un luogo di culto cattolico di Roma, situato nell'odierna via del Salvatore, nel rione Sant'Eustachio.

## Storia
La chiesa sorse nell'area sud-orientale delle antiche terme Neroniane-Alessandrine, edificate nel 62 da Nerone e ricostruite da Alessandro Severo nel 227 o 229. Risulta anacronistica la tradizione per cui sarebbe stata consacrata da papa Silvestro I (314-335) dal momento che nel V secolo l'impianto termale era ancora in uso; è piuttosto più probabile quella che ne attribuisce la dedicazione a papa Gregorio I (590-604), il quale avrebbe posto sotto l'altare una cassa in piombo contenente numerose reliquie oggetto di grande venerazione, rinvenuta nell'ambito dei restauri del 1868.
Nel X secolo l'intera area fu oggetto di una contesa tra i monaci benedettini dell'abbazia di Farfa e il clero della basilica di Sant'Eustachio per la proprietà sui vari terreni ed edifici sorti tra le rovine del complesso termale. A tale frangente è riconducibile il più antico documento in cui viene menzionata la chiesa di San Salvatore, risalente al 998, nel quale si parla di un oratorio del Santissimo Salvatore situato tra le chiese di San Benedetto e Santa Maria, sorte entrambe nell'area delle antiche terme e situate nell'attuale isolato della chiesa di San Luigi dei Francesi. Successivamente la chiesa è citata come possedimento farfense in documenti degli anni 1011, 1017, 1050 e 1051. Compare inoltre nel catalogo di Cencio Camerario, un elenco delle chiese di Roma compilato da Cencio Savelli nel 1192, nel catalogo Parigino (1230 circa) come Salvator de Thermis, nel secondo catalogo di Torino (1320 circa) come Hospitale Sancti Salvatoris de Termis e nel catalogo del Signorili (1425) come sci. Salvatoris in Thermis. Non è invece da confondersi con il S. Salvatoris de Gallia (anche nota come San Salvatore de Calcarario) presente nella bolla di papa Urbano III del 14 febbraio 1186, che era affiliata a San Lorenzo in Damaso e si trovava invece nel rione Pigna.
Nel 1478 l'abbazia di Farfa vendette San Salvatore e le altre vicine chiese (San Benedetto de Thermis, San Biagio a piazza Lombarda e Santa Maria de Thermis) alla nazione francese; papa Sisto IV diede la propria approvazione con una bolla del 2 aprile di quello stesso anno. Dalla Francia alla fine del XV secolo il vescovo di Chiusi Sinulfo di Castell'Ottieri acquistò una serie di edifici alle spalle di San Salvatore per edificare il primo nucleo di quello che sarebbe poi diventato l'attuale palazzo Madama; la chiesa stessa nell'ambito dell'ampliamento della dimora operato nel 1642 su disegno di Paolo Maruscelli, fu inglobata all'interno di quest'ultima restando tuttavia indipendente e aperta al culto.
L'8 marzo 1894 il palazzo di Montecitorio, sede della Camera dei deputati, fu colpito da un attentato di matrice anarchica che causò due morti e numerosi feriti. Temendo che la presenza di un luogo pubblico come San Salvatore in Thermis all'interno del palazzo Madama, che dal 1871 era sede del Senato del Regno, potesse agevolare azioni simili, fu stabilito di chiudere la chiesa che, fino ad allora, era rimasta di proprietà francese ed era officiata dal clero della vicina San Luigi dei Francesi. Venne dunque espropriata nel 1905-1907 e demolita, soppalcandola e ricavandone ambienti di servizio. In tal frangente, diversi elementi furono portati nella vicina chiesa di San Luigi dei Francesi, mentre le sculture furono collocate nel cortile del palazzo annesso, ove si trovano tuttora. Nel corso dei lavori emerse, a 5 metri di profondità, il pavimento mattonato che reggeva le suspensurae delle terme Alessandrine.

## Descrizione

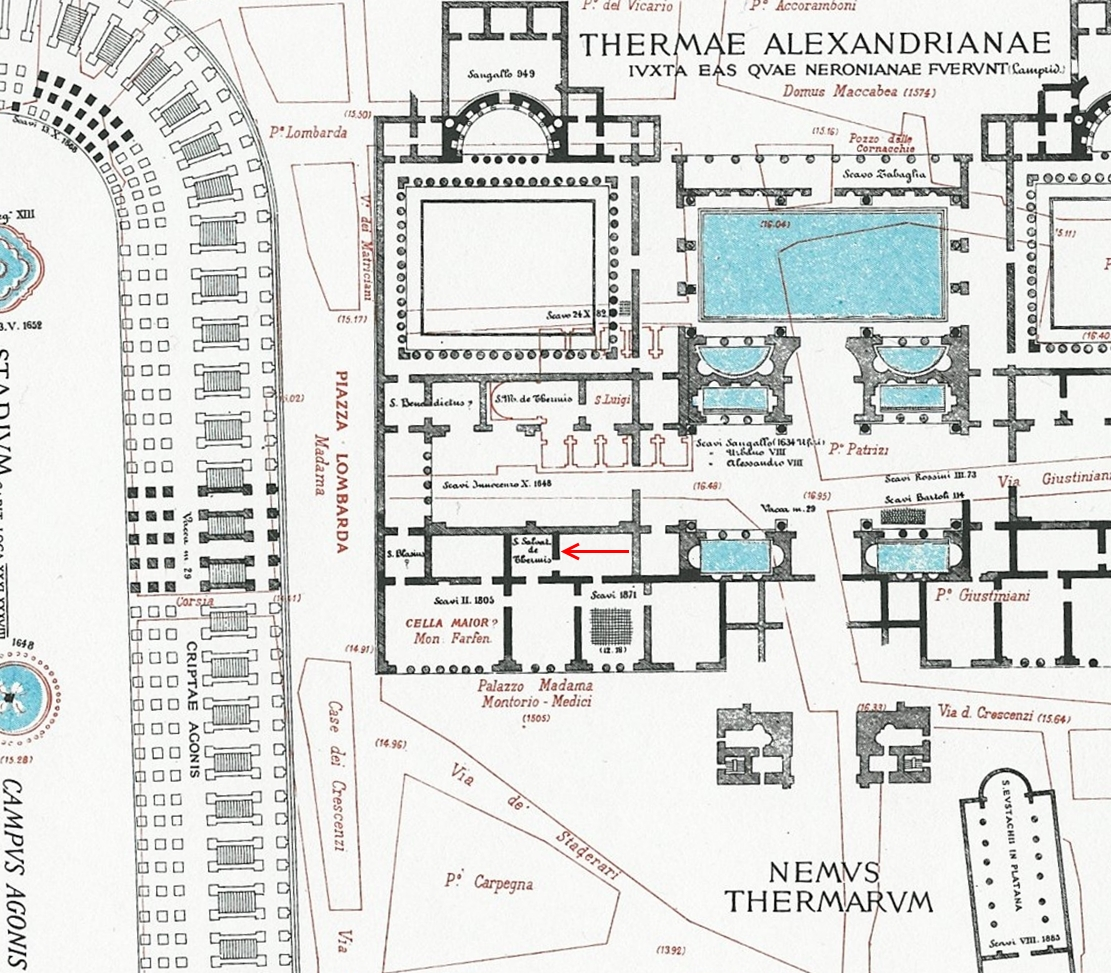
La chiesa di San Salvatore in Thermis all'interno del complesso termale, così come raffigurato nella Forma Urbis Romae di Rodolfo Lanciani

Il prospetto esterno della chiesa era costituito da un semplice portale sormontato da una lunetta con un busto raffigurante Gesù Cristo, attribuito a Giovanni Dalmata; ai suoi lati, due finestre ad arco a tutto sesto chiuse con inferriate. Alla sinistra della porta vi era un'iscrizione marmorea riguardante l'indulgenza concessa a coloro che avrebbero visitato in pellegrinaggio la chiesa.
La chiesa era a navata unica. Nei pressi dell'ingresso vi era un'acquasantiera ricavata dal sarcofago marmoreo del fanciullo Timoteo Cantabro. Sulla destra vi era un crocifisso ligneo del XVI secolo, attualmente presso la chiesa di San Nicola dei Lorenesi, davanti al quale era tradizione che i futuri sposi rinnovassero le loro promesse prima del matrimonio. La pala d'altare raffigurava la Trasfigurazione di Gesù ed era attribuita a Giovanni Odazzi, autore anche degli affreschi della volta e dei due quadri parietali, ora in San Luigi dei Francesi, raffiguranti San Gregorio Magno e San Luigi IX di Francia; si è conservato anche un affresco staccato raffigurante la Madonna col Bambino e i santi Anna, Gioacchino, Elisabetta, Zaccaria e Giovanni Battista.
All'interno della chiesa vi erano diverse sepolture: quella del sacerdote Andrea de Cenestosiis (morto nel 1506); quella del censore pontificio Règinald Duchamp (morto nel 1485) costituita da una lastra pavimentale recante l'effigie del defunto in abiti guerreschi, originariamente posta al centro dell'ambiente e poi spostata nella cappella di sinistra, quest'ultima ornata con stucchi del XVIII secolo; a pavimento nei pressi della balaustra del presbiterio, quella del cappellano Angelo Figarella (morto nel 1858); quella del mercante belga Egidio de Hamedia, situata a ridosso della parete di sinistra, della quale si conserva nella chiesa di San Luigi dei Francesi un altorilievo raffigurante il Defunto in ginocchio davanti a Gesù (a sinistra) e la Madonna col Bambino (a destra), attribuito ad un artista della cerchia di Giovanni Dalmata.